# Don Sharp
Pour les articles homonymes, voir Sharp.
Don Sharp, né Donald Herman Sharp le 19 avril 1921 à Hobart (Australie), et mort le 14 décembre 2011, est un réalisateur, scénariste, acteur et producteur britannique, d'origine australienne.
Ses films les plus connus ont été réalisés pour Hammer Film Productions dans les années 60, dont Le Baiser du vampire (1962) et Raspoutine, le moine fou (1966). En 1965, il a réalisé Le Masque de Fu-Manchu, basé sur le personnage de Sax Rohmer, et avec Christopher Lee. Sharp a aussi réalisé la suite : Les Treize Fiancées de Fu Manchu (1966). Dans les années 80, il a aussi été responsable de plusieurs Mini-séries très connues basées sur les nouvelles de Barbara Taylor Bradford.

## Jeunesse et début

### Jeunesse
Sharp est né à Hobart, en 1921 d'après son dossier militaire et ses dires, même si plusieurs sources citent 1922. Il est le second de quatre enfants.
Il est allé à St Virgil's College (en) (école primaire et secondaire Australienne) et a commencé à apparaître de manière régulière dans des productions théâtrales au "Playhouse Theatre" d'Hobart, où il s'est exercé avec le jeune Stanley Burbury (en).
Parmi les représentations, Sharp apparu dans les pièces You Can't Take It With You (en) et Our Town. Il a aussi réalisé une production de Pension d'artistes. Il étudiait alors la comptabilité durant ses soirées, mais a été interrompu par le service militaire.

### Service militaire
Sharp a été enrôlé dans la Force aérienne royale australienne le 7 avril 1941 et fut alors transféré à Singapore. En plus de son devoir militaires, il apparaît en radio sur scène avec une compagnie anglais de tournée. Escape et The Barretts of Wimpole Street font partie de ses performances radio.
Sharp fut retiré de la ville pour raisons médicales avant que celle-ci ne tombe entre les mains des Japonais. Il est alors de retour à Melbourne pour récupérer à l'hôpital Heidelberg. Il passe alors la majorité de son service militaire à Melbourne et apparaît en parallèle dans des pièces amateures, comme Quality Street et The Late Christopher Bean.
Début 1943, il déménage à Hobart. Il apparaît alors dans la pièce Interval de Sumner Locke Elliott (en), en étant aussi assistant réalisation,.
Sharp quitte la Force aérienne le 17 mars 1944, au rang de Corporal,.

### Carrière d'acteur
Après la guerre, Sharp ne veut pas retourner à Hobart. Il auditionne et obtient alors un rôle de doublure dans la version de J. C. Williamson Limited (en) de la comédie de Broadway Kiss and Tell (en). Un accident survenant à l'un des rôles principaux, Sharp obtient alors ce rôle. Il participe à la tournée de la production 1944-1945, puis va apparaître dans des pièces comme Arsenic et vieilles dentelles (1945) et The Dancing Years (en). Il a travaillé pour la compagnie de production de Morris West à la radio, et a joué un petit rôle dans Smithy (1946), l'un des rares films tourné en Australie à ce moment.
Sharp à aussi fait une tournée au Japon pour jouer devant les troupes occupantes. Du Japon, il part à Londres en 1948. « J'aurais pu faire une carrière théâtrale en Australie » dit Sharp, « mais ce que je voulait vraiment, c'est le cinéma. Donc je suis allé en Angleterre. »

## Vie privée
Sharp se marie durant l'année 1945 avec l'actrice Australienne Gwenda Wilson, après avoir joué avec elle dans Kiss and Tell (en),. En 1956, il se marie avec l'actrice Mary Steele, qu'il a rencontré pendant le tournage du documentaire Crossroads.
Sharp décède le 14 décembre 2011, après un court séjour à l'hôpital. Sa femme devient alors veuve. Deux fils et une fille lui survivent. Son autre fils, Jonny Dollar (en), ancien producteur de Massive Attack, sera décédé en amont.

## Filmographie

### Réalisateur

#### Cinéma
- 1953 : Sa dernière mission (Appointment in London) de Philip Leacock
- 1955 : Un avion a disparu (en) (The Stolen Airliner)
- 1958 : The Adventures of Hal 5 (en)
- 1958 : Le Disque d'or (en) (The Golden Disc)
- 1959 : The Professionals (en)
- 1960 : Linda (en)
- 1962 : Two Guys Abroad (en)
- 1963 : L'Idole des copains (en) (It's All Happening)
- 1963 : Le Baiser du vampire (The Kiss of the Vampire)
- 1964 : Les Pirates du diable (The Devil-Ship Pirates)
- 1964 : Witchcraft (en)
- 1965 : La Malédiction de la mouche (Curse of the Fly)
- 1965 : Le Masque de Fu-Manchu (The Face of Fu Manchu)
- 1966 : Raspoutine, le moine fou (Rasputin: The Mad Monk)
- 1966 : Opération Marrakech (Our Man in Marrakesh)
- 1966 : Les Treize Fiancées de Fu Manchu (The Brides of Fu Manchu)
- 1967 : Le Grand Départ vers la Lune (Rocket to the Moon)
- 1968 : The Violent Enemy (en)
- 1969 : Taste of Excitement (en)
- 1970 : Narcotic Bureau (Puppet on a Chain), coréalisé avec Geoffrey Reeve (en)
- 1971 : Psychomania (en)
- 1973 : Le Manoir des fantasmes (Dark Places)
- 1974 : Callan (en)
- 1975 : Le Grand Défi (en) (Hennessy)
- 1978 : Les 39 Marches (The Thirty-Nine Steps)
- 1979 : Le Secret de la banquise (Bear Island)
- 1985 : What Waits Below (en)

#### Télévision
- 1961 : Kraft Television Theatre (en) (série télévisée)
- 1961-1962 : Ghost Squad (en) (série télévisée)
- 1963 : The Human Jungle (en) (série télévisée)
- 1968 : Chapeau melon et bottes de cuir (The Avengers) (série télévisée)
- 1978 : Les Quatre Plumes blanches (en) (The Four Feathers) (Téléfilm)
- 1980 : La Maison de tous les cauchemars (Hammer House of Horror) (série télévisée), épisode Le Gardien des abysses (Guardian of the Abyss)
- 1982 : CQFD, Alambic et Torpédo (Q.E.D.) (série télévisée)
- 1985 : L'Espace d'une vie (A Woman of Substance) (série télévisée)
- 1986 : Tusitala (en) (série télévisée)
- 1986 : Hold the Dream (en) (Téléfilm)
- 1988 : Les Passions oubliées (en) (Tears in the Rain) (Téléfilm)
- 1989 : Act of Will (en) (série télévisée)

### Scénariste
- 1950 : Ha'penny Breeze
- 1954 : The Blue Peter
- 1955 : The Stolen Airliner
- 1958 : The Adventures of Hal 5
- 1958 : The Golden Disc
- 1964 : Le Ranch de la vengeance (Heiss weht der Wind)
- 1966 : Les Treize Fiancées de Fu Manchu (The Brides of Fu Manchu)
- 1969 : Taste of Excitement
- 1970 : Puppet on a Chain
- 1979 : Le Secret de la banquise (Bear Island)

### Acteur
- 1950 : Ha'penny Breeze : Johnny Craig
- 1952 : La Femme du planteur (The Planteur's wife), de Ken Annakin : Lt. Summers (non crédité)
- 1953 : La Mer cruelle (The Cruel Sea), de Charles Frend : Capitaine de corvette

### Producteur
- 1950 : Ha'penny Breeze
- 1969 : Ido zero daisakusen